# 닉 고메즈

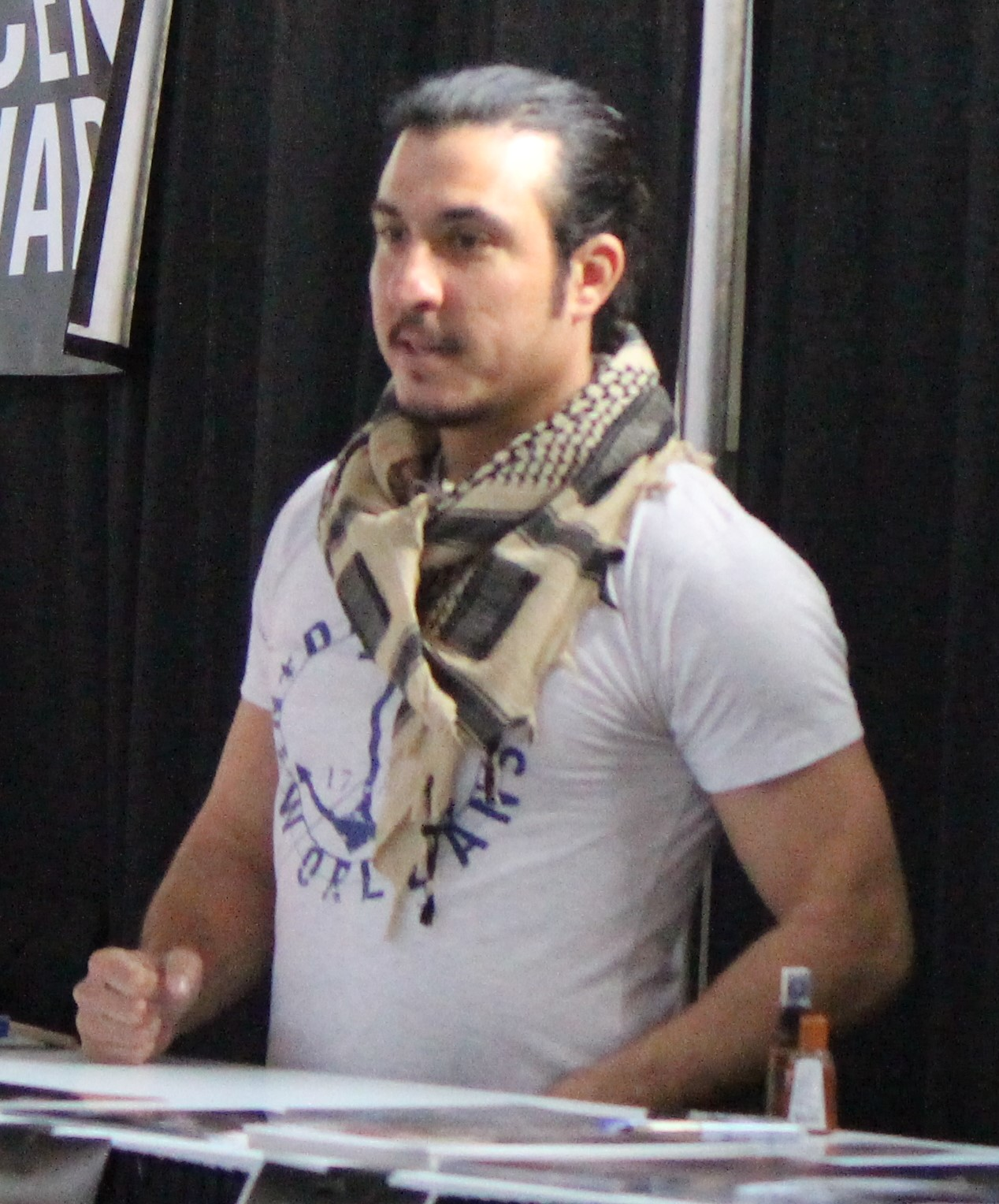
2015년 모습

닉 고메즈(Nick Gomez, 2000년 1월 1일 ~ )는 미국의 배우이다.

## 출연 작품

### 영화
- 드라이브 앵그리 3D (2011)

### 텔레비전
- 도슨의 청춘일기 (2002-03)
- 덱스터 (2013)